# Dariusburst
Dariusburst (ダライアスバースト Daraiasubāsuto?) es un videojuego de tipo  matamarcianos horizontal desarrollado por Pyramid y publicado por Taito. Es el último juego de la serie Darius. Al igual que las otras entregas, Dariusburst es un shooter lateral sci-fi ambientado en el espacio exterior, con enemigos robóticos con forma de criaturas marinas (específicamente peces la mayoría de las veces). Para mantener la tradición, es posible elegir ruta al terminar una zona. Debido a esto, aunque hay 11 zonas en total (12 en Another Chronicle (EX)), solo puede jugarse a 5 en cada partida (3 en Another Chronicle (EX)).

## Jugabilidad
Dariusburst es un Matamarcianos poligonal, el 2.º de la serie, ya que el 1.º fue G-Darius, y scroll horizontal ambientado en un futuro ficticio. Como característica excepcional entre los Matamarcianos, la pantalla de juego en Another Chronicle (EX) es el doble de lo normal (debido al aspecto 32:9) y para mostrarla el mueble hace uso de 2 pantallas a 720p. El jugador controla una nave espacial, llamada Silver Hawk (abreviado S.H.), y debe desplazarse a través de los distintos escenarios que conforman las fases del juego (denominadas en él como "zonas") mientras combate contra diversos cazas, vehículos terrestres, torretas y otros obstáculos. El arsenal de la nave consiste en ataques aire-aire (cañones de misiles, láser y de rayo sónico) y aire-tierra (misiles comunes o homming, bombas guiadas, etc.) y un campo de fuerza protector. Los tres elementos pueden ser mejorados por medio de power-ups (en forma de orbes rojos, verdes y azules, respectivamente) que son liberados por enemigos especialmente coloreados que aparecen ocasionalmente, pero además, existen orbes blancos que aumentan el puntaje y orbes amarillos que destruyen enemigos, que ambos son liberados destruyendo parte del terreno de cada zona. Los misiles aire-aire y el láser intercepta algunos disparos enemigos, el láser y el rayo sónico atraviesa enemigos, siendo el rayo sónico el único ataque aire-aire que atraviesa obstáculos.
Aparte de las armas y equipo mencionados, cuenta con una barra de BURST que activa un arma letal, siendo el S.H. de asalto que usa una bomba gigante que destruye enemigos cercanos o un giga láser en otros S.H. (exc. el Origin, que no posee un arma letal), que se dispara desde la nave o como señuelo, aunque este último puede dirigir la línea a criterio del jugador. La barra BURST se recarga destruyendo enemigos, obstáculos destruibles o ciertos disparos enemigos o dañando jefes. Cuando el jugador alcanza el final de una zona, aparece un jefe de zona que se debe derrotar para proseguir el camino. Si el jugador y el enemigo usan su arma letal al mismo tiempo, puede duplicar el efecto del arma letal, eso se denomina "Contra-burst". El arma letal es desactivado a criterio del jugador o cuando se acabe la barra BURST. Una vez el jefe de zona es destruido, el jugador tiene la opción de elegir la zona que quiere jugar a continuación a través de un camino que se bifurca. Debido a esto, en caso de las versiones original y SP, aunque hay 11 zonas en total, solo puede jugarse a 5 en cada partida.
El jugador puede elegir una de un total de 8 naves (sin contar con los DLC): S.H. Legend es el modelo original y el Next usa misiles homming en vez de misiles comunes. El Assault (S.H. de asalto visto por primera vez en Dariusburst SP) usa bombas guiadas en vez de misiles comunes y como arma letal usa una bomba gravitacional que atrae a enemigos, destruyéndolos en el proceso. S.H. Origin apareció en el 1.er Darius, siendo el único modelo que no posee arma letal. Los otros 4 modelos aparecieron en Chronicle Saviors, cada una con armas letales y ataques aire-tierra distintas y son: S.H. Nº 2 (de Darius II, que tampoco posee arma letal), Formula S. H. Burst que solo puede atacar a corta distancia, S.H. Gaiden (de Darius Gaiden que usa como arma letal el agujero negro) y S.H. Genesis (de G-Darius, que usa mecanismos propios para activar su arma letal).

## Versiones

### Versionado en general
- La primera versión fue publicada originalmente para PlayStation Portable el 24 de diciembre de 2009, siendo exclusiva de Japón. Solo existen 3 modos: Original, misión (req. al menos 2 rutas distintas) en donde deben completar una serie de misiones y Burst (req. 3 rutas y solo cuenta con una sola nave y 0 reintentos). En esta entrega, el jugador controla a Riga Pratica, pero debe elegir una de las 3 naves, y es advertido de batallas contra jefes por Ti2, una inteligencia artificial en forma de chica.
- Su secuela arcade, Dariusburst Another Chronicle, fue lanzada para Taito Type X² el 17 de diciembre de 2010.[2][3] Los jugadores solo se pueden elegir el modo original, en donde se elige la dificultad y solo se pueden completar 3 zonas, sin importar la elección posterior de la zona siguiente, y el modo Chronicle, en donde deben completar una serie de misiones (1 por partida). Este juego y Chronicle Saviours permiten rotar la nave manualmente (a diferencia de Darius II, que solo se podía en batallas contra jefes). Además, es el único juego que advierte a los jugadores que abandonan la arcade al terminar partida, debido a la altura del letrero. Después de elegir misión (en Chronicle) o dificultad (en modos original y EX), solo pueden entrar hasta un máximo de 4 jugadores, sin importar el ingreso al servidor Nesica. Su expansión, Dariusburst Another Chronicle EX, se lanzó el 2011 y agrega el modo EX, que es más difícil que el original, y el modo evento, en donde los jugadores compiten en línea con un set de naves, vidas, mejoras y jefes a través de Nesica. Ambas versiones de Dariusburst se diferencian de otras por usar 2 pantallas HD, y del primer Darius, que usa 3 pantallas CRT. En esta entrega, Riga y Ii2 ordena a los nuevos soldados a destruir nuevos sectores controlados por Belsar.
- En iOS y Android, existió una expansión de Dariusburst de PSP llamada Second Prologue, que fue lanzada el 2012 en Japón y el 2015 a nivel mundial. Debido a falta de teclas, Taito reprogramó el juego para que fuera compatible con la pantalla táctil. Además, el modo Burst, exclusivo de PSP, es remplazado por el nuevo modo SP, que es más difícil que el original y las zonas del modo SP fueron ligeramente alteradas respecto a las del modo original. Las misiones, presentes en PSP, también fueron alteradas, usando zonas del modo SP además del original. El juego también tiene anticopias que solo permiten descargar los datos del juego a usuarios que obtuvieron legalmente (a excepción de algunas copias de archivo hackeadas por piratas, que burlan dichos métodos para descargar datos).
- Una cuarta versión llamada Dariusburst Chronicle Saviours fue creada el 2015 para PlayStation 4 y Vita y Windows 7, 8 y 10, y que es secuela de Dariusburst Another Chronicle.[4] Existen 3 modos: Arcade (se ejecuta Dariusburst Another Chronicle EX), Consola (que es secuela de su contraparte arcade) y DLC (contenido descargable en donde altera la jugabilidad con naves o escenarios exclusivos de juegos como RayForce). Existen 128 muebles arcade distintos para esta versión (durante el lanzamiento, solo contaban con 64), cada uno con sus desbloqueos del modo Chronicle, además de puntajes separados de modo original y EX para cada mueble. Los jugadores que compraron el juego y juegan en modo arcade, pueden jugar el modo evento, que es sigilosamente diferente al modo evento de Nesica. Originalmente, Another Chronicle se ejecutaba con 2 pantallas a 720p cada uno, pero se puede configurar para que admitiera pantallas de hasta 32:9, o jugar Another Chronicle con apariencia centrada sin estirarse, para que no perdiera calidad del vídeo. Por desgracia, en PlayStation Vita solo se podía jugar Another Chronicle a pequeña escala, debido a problemas de pantalla, y no es posible jugar niveles con 2 o más jugadores en modo local, debido a que la arcade original contaban con más controles.
- En el compilado Darius Cozmic Revelation también incluye, además de Dariusburst Another Chronicle EX+, G-Darius original y HD, junto con una segunda versión que agrega BEGINNER, también dividido en original y HD y la versión japonesa de PlayStation, y el primer Darius de Sega Genesis en la versión japonesa (en otras regiones y solo para Nintendo Switch es reemplazada por Sagaia de Game Boy).

### Exclusiva para Another Chronicle
- La versión original fue lanzada para Taito Type X² el 17 de diciembre de 2010. Req. una ficha para empezar el juego (otra para los reintentos) al igual que las versiones previas de Darius o 2 fichas para eliminar el límite de naves (pero no se grabarán puntajes). Solo cuenta con modos original y Chronicle, pero en ese último solo contaban con sistemas solares de nivel 0 al 4.
- El 14 de abril de 2011 tuvo el primer parche que, en pantalla, dice UNLOCK A. En este parche, se expande el modo Chronicle hasta los sistemas de nivel 5 y se corrige algunos errores.
- El 7 de julio de 2011 se instaló la expansión Another Chronicle EX. En pantalla, dice EX PHASE 1, y se agrega 3 nuevas naves.
- El 6 de octubre de 2011 se instaló el tercer parche. En pantalla, dice EX PHASE 2, se agrega la nave Genesis y se habilita los modos EX y evento.
- El 21 de diciembre de 2011 se instaló el cuarto parche. En pantalla, dice UNLOCK B, y se expande el modo Chronicle hasta los sistemas de nivel 6.
- El 1 de abril de 2019, debido al término de soporte, se instaló el último parche que es de desconexión. Se desactiva el ranking en línea y el modo evento.

## Serie
1. Darius, Arcade (1986)
2. Darius II, Arcade (1989)
3. Darius Twin, SNES (1991)
4. Darius Force/Super Nova, SNES (1993)
5. Darius Gaiden, Arcade (1994)
6. G-Darius, Arcade (1997)
7. Dariusburst, PSP (2009), Arcade (2010)